# لیپین گورن-لوکی
لیپین گورن-لوکی (به لاتین: Lipiny Górne-Lewki) یک روستا در لهستان است که در گمینا پوتوک گورنه واقع شده‌است. لیپین گورن-لوکی ۳۵۸ نفر جمعیت دارد.